# Axel Sjöblom
Axel Adolf Sjöblom  (17. december 1882 – 10. oktober 1951) var en svensk gymnast som deltog i OL 1908 i London.
Sjöblom blev olympisk mester i gymnastik under OL 1908 i London. Han var med på det svenske hold som vandt holdkonkurrencen i multikamp.